# Psaliodes pervasata
Psaliodes pervasata là một loài bướm đêm trong họ Geometridae.